# (35435) 1998 BL13
1998 BL13 (asteroide 35435) é um asteroide da cintura principal. Possui uma excentricidade de 0.19397870 e uma inclinação de 5.39906º.
Este asteroide foi descoberto no dia 24 de janeiro de 1998 por LINEAR em Socorro.